# La Châtre
La Châtre je naselje in občina v osrednji francoski regiji Center, podprefektura departmaja Indre. Leta 2009 je naselje imelo 4.477 prebivalcev.

## Geografija
Kraj leži v osrednji francoski pokrajini Berry ob reki Indre, 36 km jugovzhodno od Châteaurouxa.

## Uprava
La Châtre je sedež istoimenskega kantona, v katerega so poleg njegove vključene še občine La Berthenoux, Briantes, Champillet, Chassignolles, Lacs, Lourouer-Saint-Laurent, Le Magny, Montgivray, Montlevicq, La Motte-Feuilly, Néret, Nohant-Vic, Saint-Août, Saint-Chartier, Saint-Christophe-en-Boucherie, Thevet-Saint-Julien, Verneuil-sur-Igneraie in Vicq-Exemplet s 13.561 prebivalci.
Naselje je prav tako sedež okrožja, v katerem se nahajajo kantoni Aigurande, La Châtre, Éguzon-Chantôme, Neuvy-Saint-Sépulchre in Sainte-Sévère-sur-Indre s 33.540 prebivalci.

## Zgodovina
La Châtre je bil ustanovljen na tleh verjetno rimskega tabora, ki je ščitil prehod čez reko Indre, njegovo ime pa se pojavi šele v listinah 16. stoletja kot lat. Castra.
Opatija sv. Vincenca je bila, po arheoloških raziskavah, verjetno ustanovljena okoli leta 640. Okoli 1010 je Rudolf II. Déolski, omenjen v listinah, ustanovil baronstvo La Châtre za svojega sina Ebbesa, pod katerim so bili še okoliški kraji. Kraj je leta 1152 požgal francoski kralj Ludvik VII., v letu 1209 bil pokoren Filipu Avgustu, 1629 pa ga je zadela kuga.

## Zanimivosti
- stolp - donjon Tour des Chauvigny, danes se v njem nahaja muzej francoske pisateljice George Sand,
- cerkev sv. Germana,
- stari most pont aux laies, del nekdanje rimske poti med Argentonom in Châteaumeillantom.
- nekdanji karmeličanski samostan, ukinjen med francosko revolucijo, cerkev preurejena v mestno hišo.

## Pobratena mesta
- Gorgol (Mavretanija),
- Spilimbergo (Furlanija-Julijska krajina, Italija).